# Neosemidalis acuta
Neosemidalis acuta är en insektsart som beskrevs av Meinander 1972. Neosemidalis acuta ingår i släktet Neosemidalis och familjen vaxsländor. Inga underarter finns listade i Catalogue of Life.